# Johann Wilhelm von Büren

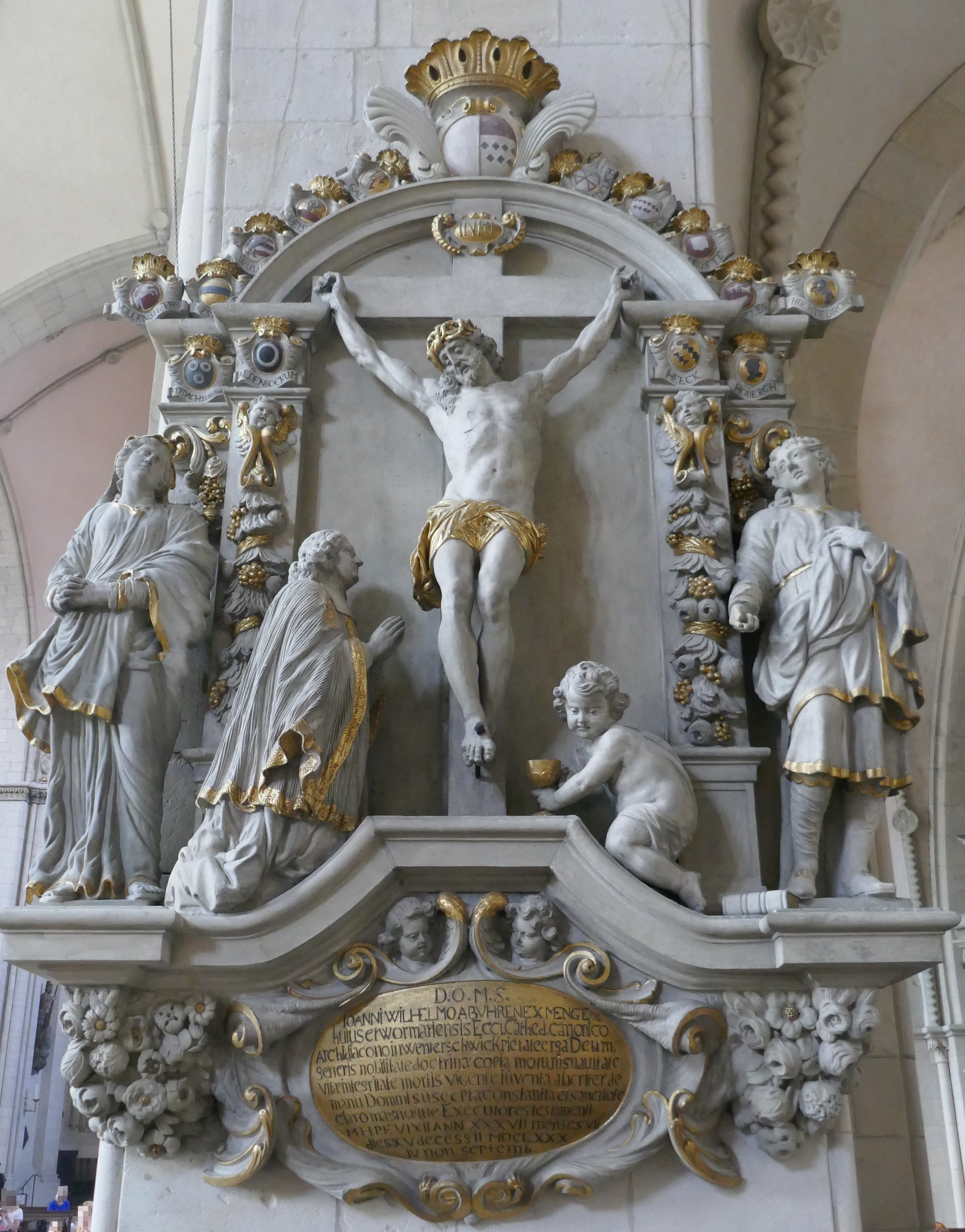
Epitaph im Dom zu Münster

Johann Wilhelm von Büren (* 14. Januar 1643; † 2. September 1680) war Domherr in Münster.

## Leben
Johann Wilhelm von Büren wurde als Sohn des Melchior Dietrich von Büren (Gerichtsherr zu Mengede) und dessen Gemahlin Sibylla Torck geboren. Am 24. Oktober 1662 kam er zum Studium am Collegium Germanicum in Rom. Im April 1663 erhielt er eine Dompräbende in Worms und wurde nach päpstlicher Provision am 25. Juli 1664 für das Kanonikat des verstorbenen Domherren Johann Wilhelm von Sintzig präsentiert. Einen Monat später nahm er die Präbende in Besitz. Im Februar 1666 verließ Johann Wilhelm das Collegium Germanicum als Diakon. Am 14. Januar 1675 kam er nach der Dimission des Johann Wilhelm von Nesselrode in den Besitz des Archidiakonats Winterswijk. Die Wahl zum Domkellnereiassessor nach dem Tode des Hermann von Galen fiel auf den 25. Januar 1675.